# Manuel Pérez Feliu
Manuel Pérez Feliu (Alicante, 6 de septiembre de 1892-Paterna, 27 de agosto de 1940) fue un dirigente anarcosindicalista español, ejecutado víctima de la represión durante la dictadura franquista, acusado de dirigir la Checa del Seminario en Valencia, donde se torturaron y asesinaron a cientos de personas.
De familia de origen catalán fue un activo militante de la Confederación Nacional del Trabajo (CNT-AIT) y de la Federación Anarquista Ibérica (FAI). Durante la Guerra Civil Española fue miembro del Comité Regional de Levante tanto de CNT como de la FAI. Cuando fracasó en Valencia el golpe de Estado de julio de 1936 que dio inicio a la Guerra Civil dirigió las brigadas populares de la policía y más tarde representó a la CNT en el Comité Ejecutivo Popular de Valencia, en el Consejo Valenciano de Seguridad y en el Tribunal Especial de Justicia. En 1939 ejerció las como alcalde en funciones de Valencia. Al acabar la guerra fue detenido y fusilado en Paterna junto con otros 20 prisioneros, en el mismo lugar, el Picadero de Paterna, donde por orden de su Tribunal se había asesinado a millares de ciudadanos valencianos.